# 奧田直純
奧田直純（1523年－1571年）是日本戰國時代武將。父親是奧田秀種。通稱七郎五郎。別名利直。
領有美濃國茜部5百貫文地，仕於齋藤義龍。在義龍與養父道三的戰鬥中，與被稱為「怪力無雙」的道家孫次郎戰鬥並取下其首級。因此被世人稱為惡七郎五郎。在義龍死後仕於織田信長。在元龜2年（1571年）以49歳之齡死去。
兒子三右衛門政次與從兄弟堀秀政一同仕於信長，被賜姓堀氏而改名為堀直政，使堀家的家名遠播。

## 人物
- 傳說身高有7尺。